# اگریدایا
اگریدایا (به لاتین: Agridia) یک منطقهٔ مسکونی در قبرس است که در ناحیه لیماسول واقع شده‌است.

## خصوصیات
اگریدایا ۱۲۱ نفر جمعیت دارد.